# Монолог про любов
«Монолог про любов» — радянський музичний телефільм 1986 року, знятий режисером Ларисою Маслюк на студії «Укртелефільм».

## Сюжет
Фільм знято на студії «Укртелефільм» на тлі природи України та Каспію. Пісні перемежовуються монологами співачки про кохання, життя, вічність…
У фільм увійшло 13 пісень: «Театр», «Маленька подія», «Говорять…», «Тече вода», «Луна вірності», «Ми люди», «Осінь», «Машина „Ретро“», «Полетіло листя», «Амор», «Ніч», «Спринтер», «У домі моєму».

## У ролях
- Софія Ротару — головна роль
- В. Степанов — епізод
- Іра Черняєва — епізод
- Олена Сєдова — епізод

## Знімальна група
- Режисер — Лариса Маслюк
- Оператор — Геннадій Зубанов